# Ganghwa
Ganghwa (강화도?, 江華島?, Ganghwa-doLR, Kanghwa-doMR) è un'isola sudcoreana posta all'estuario del fiume Han. Costituisce la maggior parte del territorio del Gun di Ganghwa-gun, a sua volta parte della Città Metropolitana di Incheon. È la quinta isola sudcoreana per estensione: 302,4 km².
Circa la metà dei 65.500 abitanti risiede nel centro principale, Ganghwa-eup, nel nordest dell'isola.
L'isola è collegata alla città di Gimpo, sulla terraferma, da due ponti, ed è separata dalla Corea del Nord dal braccio principale dell'estuario del fiume Han.
Per la sua posizione è stata spesso al centro di eventi bellici, ed è abitata fin dall'antichità, come dimostrano i siti dolmenici, patrimonio dell'umanità UNESCO.

## Clima
| Ganghwa (1991-2020) Fonte: 기상청 | Mesi         | Mesi         | Mesi         | Mesi        | Mesi        | Mesi        | Mesi        | Mesi        | Mesi        | Mesi        | Mesi         | Mesi         | Stagioni | Stagioni | Stagioni | Stagioni | Anno    |
| Ganghwa (1991-2020) Fonte: 기상청 | Gen          | Feb          | Mar          | Apr         | Mag         | Giu         | Lug         | Ago         | Set         | Ott         | Nov          | Dic          | Inv      | Pri      | Est      | Aut      | Anno    |
| --------------------------------- | ------------ | ------------ | ------------ | ----------- | ----------- | ----------- | ----------- | ----------- | ----------- | ----------- | ------------ | ------------ | -------- | -------- | -------- | -------- | ------- |
| T. max. media (°C)                | 1,7          | 4,5          | 9,8          | 16,2        | 21,4        | 25,4        | 27,6        | 29,0        | 25,5        | 19,5        | 11,5         | 3,9          | 3,4      | 15,8     | 27,3     | 18,8     | 16,3    |
| T. media (°C)                     | −3,2         | −0,7         | 4,6          | 10,7        | 16,0        | 20,5        | 23,7        | 24,7        | 20,2        | 13,7        | 6,3          | −0,9         | −1,6     | 10,4     | 23,0     | 13,4     | 11,3    |
| T. min. media (°C)                | −8,1         | −5,8         | −0,6         | 5,3         | 11,0        | 16,3        | 20,6        | 21,2        | 15,6        | 8,1         | 1,2          | −5,7         | −6,5     | 5,2      | 19,4     | 8,3      | 6,6     |
| T. max. assoluta (°C)             | 12,6 (2002)  | 17,4 (2009)  | 22,3 (2014)  | 29,2 (2012) | 31,0 (1993) | 33,2 (1984) | 35,5 (1994) | 35,8 (2014) | 31,7 (1998) | 28,3 (2019) | 23,8 (2011)  | 16,0 (2004)  | 17,4     | 31,0     | 35,8     | 31,7     | 35,8    |
| T. min. assoluta (°C)             | −22,5 (1981) | −19,4 (1986) | −11,3 (1977) | −4,4 (1972) | 1,6 (1982)  | 6,9 (1981)  | 12,7 (1976) | 12,5 (1993) | 3,0 (1987)  | −4,2 (1980) | −12,0 (1972) | −19,8 (1983) | −22,5    | −11,3    | 6,9      | −12,0    | −22,5   |
| Giorni di calura (Tmax ≥ 30 °C)   | 0,0          | 0,0          | 0,0          | 0,0         | 0,1         | 1,3         | 5,8         | 11,4        | 0,9         | 0,0         | 0,0          | 0,0          | 0,0      | 0,1      | 18,5     | 0,9      | 19,5    |
| Giorni di gelo (Tmin ≤ 0 °C)      | 30,1         | 26,0         | 17,8         | 1,9         | 0,0         | 0,0         | 0,0         | 0,0         | 0,0         | 0,7         | 12,4         | 28,0         | 84,1     | 19,7     | 0,0      | 13,1     | 116,9   |
| Giorni di ghiaccio (Tmax ≤ 0 °C)  | 9,6          | 3,8          | 0,2          | 0,0         | 0,0         | 0,0         | 0,0         | 0,0         | 0,0         | 0,0         | 0,2          | 6,1          | 19,5     | 0,2      | 0,0      | 0,2      | 19,9    |
| Precipitazioni (mm)               | 15,6         | 22,5         | 31,4         | 64,9        | 110,9       | 110,0       | 355,6       | 300,4       | 131,5       | 55,8        | 46,3         | 21,3         | 59,4     | 207,2    | 766,0    | 233,6    | 1 266,2 |
| Giorni di pioggia                 | 5,0          | 4,8          | 6,0          | 7,5         | 8,2         | 8,6         | 14,1        | 11,9        | 7,4         | 5,6         | 7,5          | 6,6          | 16,4     | 21,7     | 34,6     | 20,5     | 93,2    |
| Umidità relativa media (%)        | 63,6         | 61,0         | 61,4         | 62,4        | 68,6        | 75,1        | 82,8        | 79,9        | 73,8        | 68,9        | 67,8         | 65,4         | 63,3     | 64,1     | 79,3     | 70,2     | 69,2    |
| Ore di soleggiamento mensili      | 186,2        | 186,5        | 217,0        | 221,7       | 235,3       | 208,5       | 153,0       | 184,9       | 203,8       | 214,3       | 166,0        | 171,8        | 544,5    | 674,0    | 546,4    | 584,1    | 2 349,0 |
| Pressione a 0 metri s.l.m. (hPa)  | 1 025,5      | 1 023,8      | 1 020,0      | 1 015,4     | 1 011,5     | 1 007,9     | 1 006,8     | 1 008,6     | 1 014,1     | 1 019,8     | 1 023,1      | 1 025,7      | 1 025,0  | 1 015,6  | 1 007,8  | 1 019,0  | 1 016,9 |
| Tensione di vapore (hPa)          | 3,3          | 3,8          | 5,3          | 8,0         | 12,3        | 17,9        | 24,3        | 24,9        | 17,5        | 10,9        | 6,8          | 4,0          | 3,7      | 8,5      | 22,4     | 11,7     | 11,6    |
| Vento (direzione-m/s)             | 1,6          | 1,9          | 2,3          | 2,4         | 2,2         | 1,9         | 2,0         | 1,9         | 1,7         | 1,6         | 1,7          | 1,6          | 1,7      | 2,3      | 1,9      | 1,7      | 1,9     |